# Pedro Ramón y Cajal
Pedro Ramón y Cajal (Larrés,  24 de octubre de 1854-Zaragoza, 10 de diciembre de 1951) fue un médico y esperantista español, hermano de Santiago Ramón y Cajal.

## Biografía
De espíritu aventurero, de joven vivió en Burdeos, Uruguay y en la Pampa argentina. Allá fue herido, quedándole una cicatriz en el tórax durante toda la vida. Tras siete años, volvió de sus viajes y prosiguió sus interrumpidos estudios hasta obtener la licenciatura de medicina en Zaragoza. Ejerció como médico en La Almolda (1881-1885) y en Fuendejalón (1885-1888), dos poblaciones de la provincia de Zaragoza. 
Decidido a hacer carrera académica, su tesis doctoral en 1890 trató el estudio histológico comparado de los centros ópticos de diferentes vertebrados. A cabo de poco tiempo ganó la plaza de catedrático de histología y anatomía patológica de Cádiz (1896-1899), donde trabajó con Juan Gilabert Burriel, y otros investigadores, como Galatrigo, Alsina o Navarro y creó una incipiente ciencia histológica española. Fruto de esta época fueron varios trabajos microscópicos, que fueron elogiados por su hermano Santiago. Posteriormente volvió a Zaragoza, como titular de la cátedra de obstetricia. 
Pedro Ramón y Cajal publicó un gran número de artículos en revistas científicas, algunos de enorme valía histológica. Entre ellos, hizo estudios sobre el encéfalo de los reptiles, los centros ópticos en las aves, el lóbulo óptico de los teleósteos, el cuerpo estriado en los anfibios, el origen del nervio masticador en las aves y los de la célula piramidal, el epitelio folicular del ovario y las fiebres de Malta (fiebre mediterránea) en Aragón. Una de sus obras más conocidas es "El cerebro de los batracios". Junto con su hermano Santiago, ganó en 1902 el premio Martínez y Molina, por el trabajo "Centros sensoriales en el hombre y animales".
Fue presidente de la Sociedad Española de Historia Natural, académico numerario de la Real de Medicina, presidente de honor de la misma, medalla de Oro de la ciudad de Zaragoza, premio de la Academia Imperial de Moscú y miembro de la Academia de Ciencias de Bolonia.
También fue un activo promotor de la lengua auxiliar internacional esperanto. Fue uno de los fundadores de la sociedad aragonesa de esperanto "Frateco" de Zaragoza.
Uno de sus hijos, Pedro Ramón Vinós obtuvo plaza de catedrático de Patología General en 1928, tras el fallecimiento del doctor Félix Cerrada Martín.

## Obras
- "Notas preventivas sobre la estructura de los centros nerviosos". Gaceta Sanitaria de Barcelona. 1890; 3:10–8.
- Algunas reflexiones sobre la doctrina de la evolución de los corpúsculos piramidales del cerebro en la escala de los vertebrados. "Revista de la Sociedad Ibérica de Ciencias Naturales (Zaragoza). 1938; 36:7–15.
- "Origen del nervio masticador en las aves, reptiles y batracios." Trabajos del Laboratorio de Investigación Biológica de la Universidad de Madrid. 1904;3:153–62.
- Nuevo estudio del encéfalo de los reptiles. Madrid: Imprenta de Nicolás Moya; 1919. p. 1–25.
- "El cerebro de los batracios." Trabajos del Instituto Cajal (Madrid). 1946; 38:41–111.